# Coppa Volpi
Coppa Volpi é o principal prêmio entregue anualmente aos melhores atores e atrizes no Festival de Cinema de Veneza. O nome é uma homenagem ao italiano Giuseppe Volpi, um dos fundadores do Festival. A premiação é realizada desde 1934. 